# Heteroplopomus barbatus
A Heteroplopomus barbatus a csontos halak (Osteichthyes) főosztályának a sugarasúszójú halak (Actinopterygii) osztályába, ezen belül a sügéralakúak (Perciformes) rendjébe, a gébfélék (Gobiidae) családjába és a Gobiinae alcsaládjába tartozó faj.
Nemének egyetlen faja.

## Előfordulása
A Heteroplopomus barbatus előfordulási területe a Csendes-óceán északnyugati részén van, Japán vizeiben.

## Életmódja
Mérsékelt övi és tengeri, fenéklakó hal, amely köves, sziklás aljzatot kedveli.